# Soulmates Never Die: Live in Paris 2003
Albums de Placebo
Sleeping with Ghosts
(2003) Once More With Feeling
(2004)
Soulmates Never Die: Live in Paris 2003 est le premier album live du groupe Placebo.
Il a été enregistré le 18 octobre 2003 au Palais omnisports de Paris-Bercy lors de la tournée de l'album Sleeping with Ghosts.

## Liste des titres
1. Bulletproof Cupid
2. Allergic
3. Every You Every Me
4. Bionic
5. Protège-Moi
6. Plasticine
7. Bitter End
8. Soulmates
9. Black-Eyed
10. I'll Be Yours
11. Special Needs
12. English Summer Rain
13. Without You I'm Nothing
14. This Picture
15. Special K
16. Taste In Men
17. Slave To The Wage
18. Peeping Tom
19. Pure Morning
20. Centrefolds
21. Where Is My Mind (avec Frank Black des Pixies)

## Extras
- Documentaire sur la tournée promotionnelle américaine de Placebo en 2003.
- Clips vidéos cachés : dans la section "audio" et dans le menu principal.